# Aecidium milleri
Aecidium milleri är en svampart som beskrevs av G. Cunn. 1924. Aecidium milleri ingår i släktet Aecidium, ordningen Pucciniales, klassen Pucciniomycetes, divisionen basidiesvampar och riket svampar.   Inga underarter finns listade i Catalogue of Life.